# 25-й армейский корпус (Российская империя)
25-й армейский корпус — общевойсковое соединение (армейский корпус) Русской императорской армии. Образован 16 июня 1910 года.

## История
25-й армейский корпус во время Первой мировой войны из Московского военного округа был перемещён на территорию Малороссии.
К 5 августа 1914 года корпус в составе 5-й армии  находился в составе Юго-Западного фронта. В состав корпуса входили 3-я гренадерская и 46-я пехотная дивизии. Во время Первой мировой войны корпус участвовал в боях с германскими и австро-венгерскими войсками на Юго-Западном фронта и Западном фронтах. Сражался в ходе Галицийской битвы 1914 года и в Ченстохово-Краковской операции. Отличился в июне 1915 года в ходе Таневского сражения. Действия корпуса в мае — июне 1915 г. стали образцом активной обороны в маневренной войне. Сражался на Висле.
Корпус — участник Люблин-Холмского сражения (9 — 22 июля 1915 года) и Любартовского сражения (5 — 8 августа 1915 года). Отличился в июньском сражении 1916 г. у Барановичей.
17 апреля 1918 года при 25-м армейском корпусе Русской армии началось формирование 1-го Волынского корпуса Армии Украинской Народной Республики с управлением корпуса в губернском городе Житомире Волынской губернии.

## Состав

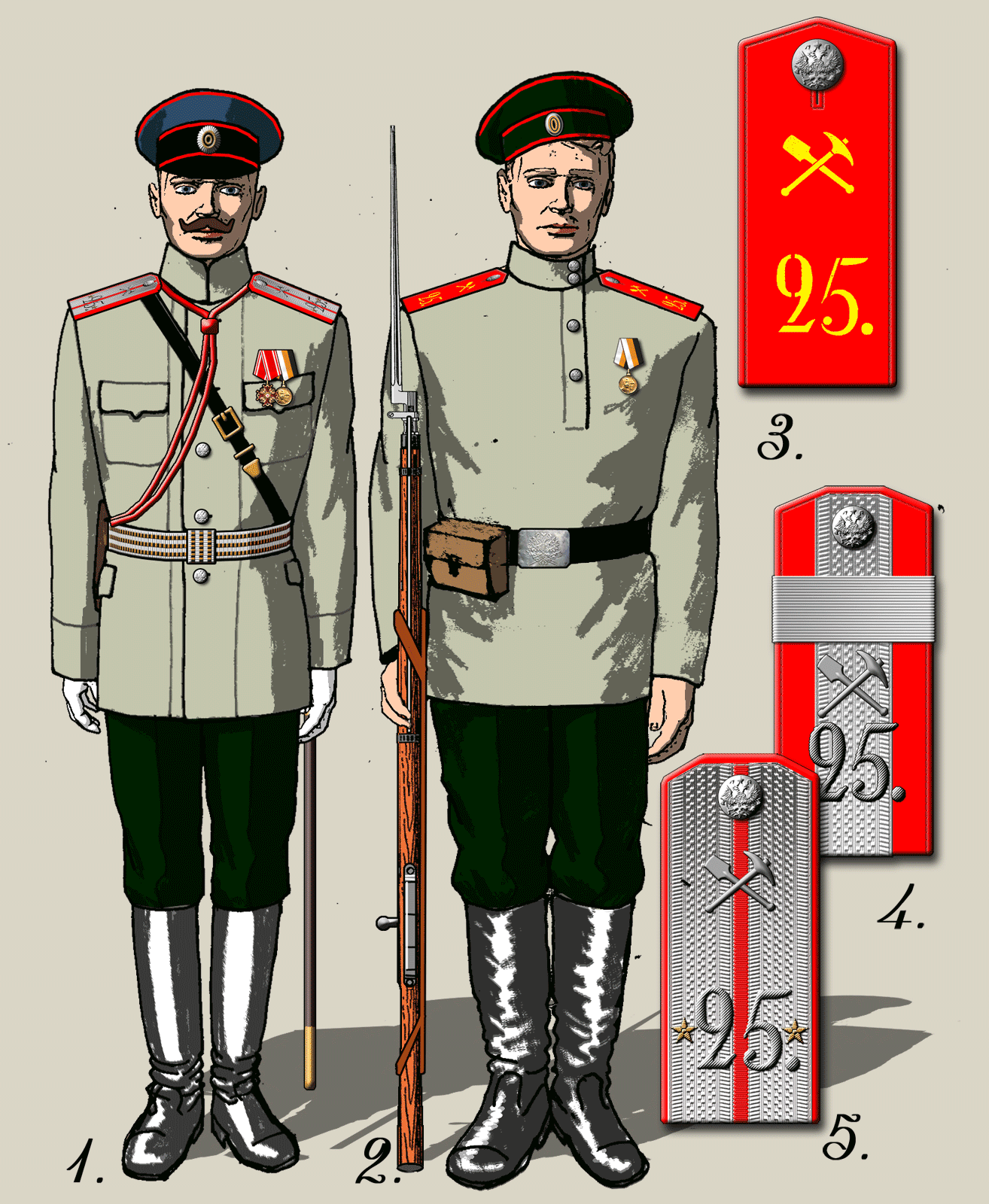
Форма одежды чинов 25-го сапёрного батальона
во время празднования 300-летия династии Романовых в Костроме 20 мая (2 июня) 1913 года:
1. Форма одежды офицеров.
2. Форма рядовых и унтер-офицеров.
3. Погон рядового.
4. Погон фельдфебеля-подпрапорщика.
5. Погон подпоручика.

До начала войны входил в Московский военный округ.
Состав на 18.07.1914:
- 3-я гренадерская дивизия
  - 1-я гренадерская бригада
    - 9-й гренадерский Сибирский полк
    - 10-й Малороссийский гренадерский полк

  - 2-я гренадерская бригада
    - 11-й гренадерский Фанагорийский полк
    - 12-й гренадерский Астраханский полк

  - 3-я гренадерская артиллерийская бригада
- 46-я пехотная дивизия
  - 1-я бригада
    - 181-й пехотный Остроленский полк
    - 182-й пехотный Гроховский полк

  - 2-я бригада
    - 183-й пехотный Пултусский полк
    - 184-й пехотный Варшавский полк

  - 46-я артиллерийская бригада
- 25-й мортирно-артиллерийский дивизион
- 25-й сапёрный батальон

## В составе (1914—1917)
- с 2.08.1914 в составе 5-й армии
- с 10.10.1914 в составе 9-й армии
- с 17.02.1915 в составе 4-й армии
- с 14.04.1916 в составе 3-й армии
- с 20.06.1916 в составе 4-й армии
- с 17.07.1916 в составе 2-й армии
- с 27.08.1916 в составе Особой армии
- с 23.07.1917 в составе 11-й армии

## Командование корпуса

### Командиры
- 16.06.1910 — 26.09.1914 — генерал-лейтенант (с 10.04.1911 генерал от инфантерии) Зуев, Дмитрий Петрович
- 27.09.1914 — 30.08.1915 — генерал-лейтенант (с 06.12.1914 генерал от инфантерии) Рагоза, Александр Францевич
- 30.08.1915 — 11.08.1916 — генерал от инфантерии Данилов, Юрий Никифорович
- 21.08.1916 - 13.09.1916  - генерал-лейтенант Потоцкий Павел Платонович
- 13.09.1916 — 14.03.1917 — генерал-лейтенант Корнилов, Лавр Георгиевич
- 01.04.1917 — 10.09.1917 — генерал-лейтенант Болотов, Владимир Васильевич
- 10.09.1917 — 23.10.1917 — генерал-лейтенант Вирановский, Георгий Николаевич
- с 29 октября 1917 — генерал-лейтенант Люпов, Сергей Николаевич

### Начальники штаба
- 16.06.1910 — 21.04.1911 — генерал-майор Марков, Сергей Дмитриевич
- 17.05.1911 — 07.10.1913 — генерал-майор Огородников, Фёдор Евлампиевич
- 07.10.1913 — 18.12.1913 — генерал-майор Ельшин, Александр Яковлевич
- 08.02.1914 — 22.10.1914 — генерал-майор Федяй, Леонид Васильевич
- 04.11.1914 — 04.04.1915 — генерал-майор Юнаков, Николай Леонтьевич
- 15.04.1915 — 21.05.1916 — генерал-майор Никитин, Павел Андреевич
- 29.07.1916 — 20.05.1917 — генерал-майор Карликов, Вячеслав Александрович
- 21.05.1917 — 02.06.1917 — генерал-майор Савченко, Сергей Николаевич

### Начальники артиллерии корпуса
В 1910 году должность начальника артиллерии корпуса была заменена должностью инспектора артиллерии. Должность начальника / инспектора артиллерии корпуса соответствовала чину генерал-лейтенант. Лица, назначаемые на эту должность в чине генерал-майора, являлись исправляющими должность и утверждались в ней одновременно с производством в генерал-лейтенанты.
- 25.07.1910 — 16.04.1916 — генерал-лейтенант Коханов, Николай Васильевич
- 12.05.1916 — генерал-майор (с 03.06.1917 генерал-лейтенант) Фогель, Александр Александрович